# Бабичи (Львовская область)
Ба́бичи (укр. Бабичі) — село в Радеховской городской общине Шептицкого района Львовской области Украины.
Население по переписи 2001 года составляло 710 человек. Занимает площадь 2,858 км². Почтовый индекс — 80253. Телефонный код — 3255.